# Uricse
Uricse (románul: Uricea) falu Romániában, Maros megyében.

## Története
Görgényhodák község része. A trianoni békeszerződésig Maros-Torda vármegye Régeni felső járásához tartozott.

## Népessége
2002-ben 57 lakosa volt, ebből 57 román nemzetiségű.

## Vallások
A falu lakói közül ortodox hitűek.